# Do Make Say Think
Do Make Say Think es una banda canadiense instrumental de post-rock. Su música combina una percusión propia del jazz, con efectos electrónicos propios de la música espacial, guitarras distorsionadas, e instrumentos de viento como también el uso de bajo. 

## Historia

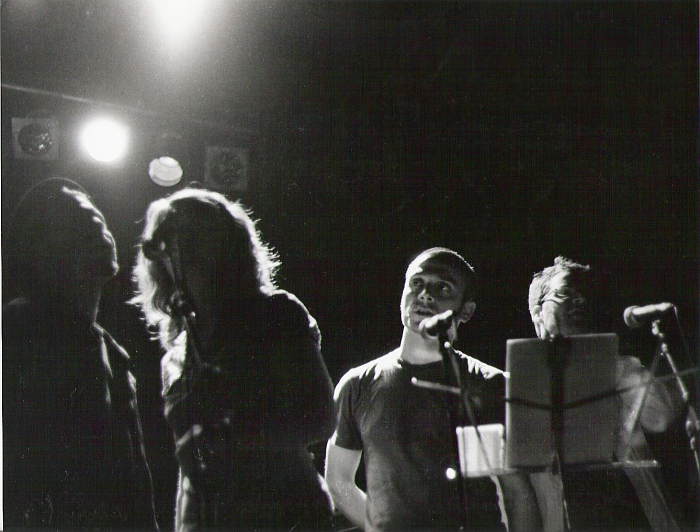
Do Make Say Think durante una presentación en vivo en el Phoenix Concert Theatre en Toronto, Ontario, Canadá el 20 de octubre de 2007.

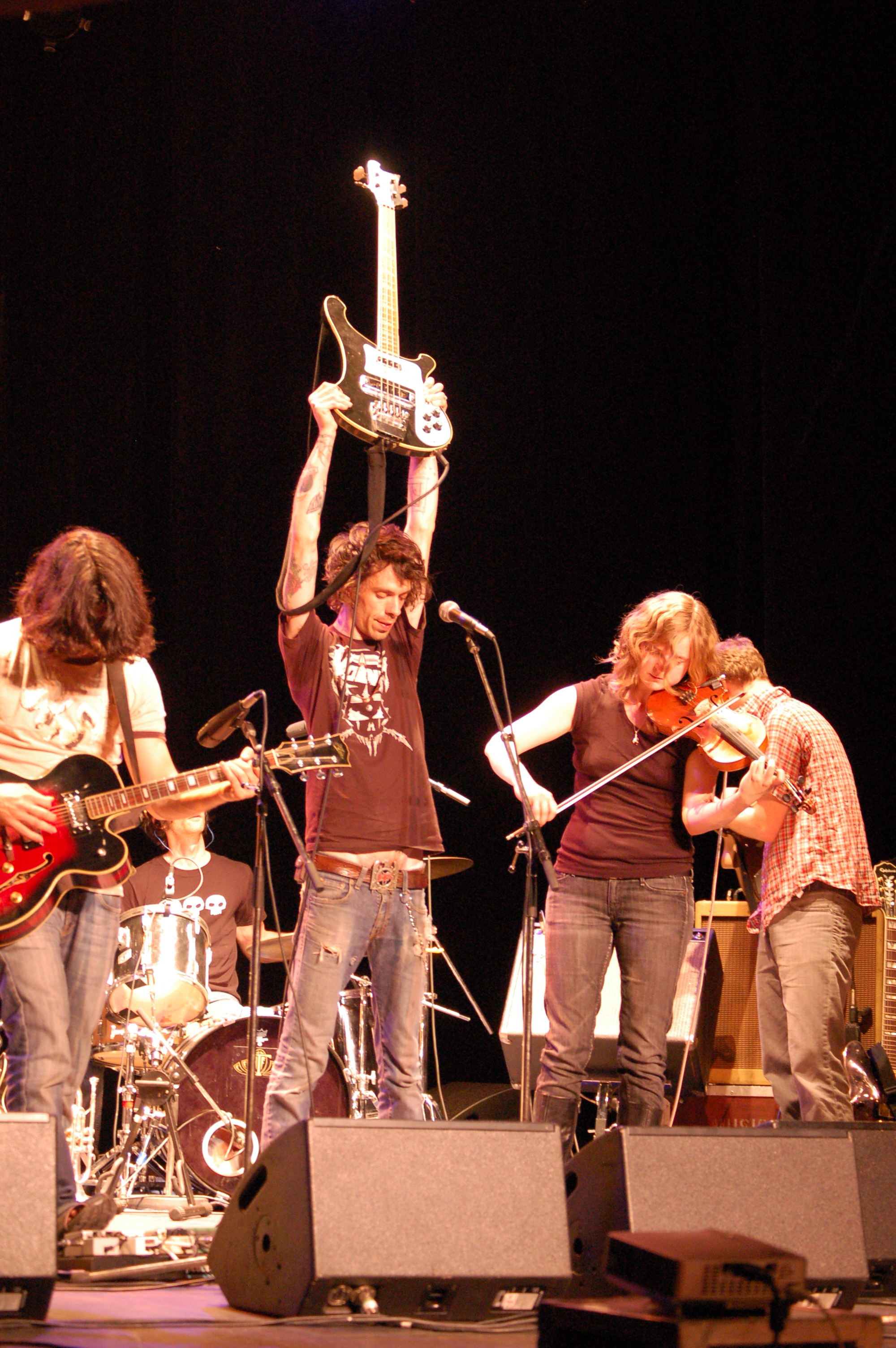
Do Make Say Think durante una presentación en vivo en Art Rock (Saint-Brieuc).

La banda comenzó en enero de 1996 cuando tres compañeros de Toronto, Justin Small, James Payment (los cuales eran amigos desde la niñez) y Charles Spearin comenzaron a montar espectáculos basados vagamente en sus grabaciones caseras en 8 track. Las presentaciones, al igual que las grabaciones, eran instrumentales y principalmente improvisadas y muy alejadas de la estructura musical tradicional en favor de un estilo ambiental más abierto que traía influencias de Gastr del Sol, Flying Saucer Attack, Brise Glace, Muslimgauze y Scorn.
Durante el primer año la banda incluyó al guitarrista Robert Braz, quién dejó la banda y fue reemplazado por el teclista/segundo baterista Jason MacKenzie.
Durante la grabación de su primer álbum LP Ohad Benchetrit se unió a la banda y muy pronto incorporó al baterista David Mitchell. (Spearin, Benchetrit y Mitchell eran amigos desde hace años y tocaban juntos desde la secundaria).
En 1997 la banda lanzó de manera independiente su primer álbum de larga duración, Do Make Say Think, el cual fue rápidamente tomado por la discográfica Constellation Records (la cual ya editaba los discos de bandas de post-rock como Godspeed You! Black Emperor, Fly Pan Am, A Silver Mt. Zion, etcétera) y lo lanzó a nivel mundial. Para el verano de 1999 la banda terminó de grabar su segundo álbum, Goodbye Enemy Airship the Landlord Is Dead y se prepararon para su primera gira europea programada para ese mismo otoño. Después de ésta, Jason MacKenzie dejaría la banda.
Las grabaciones realizadas para Goodbye Enemy Airship the Landlord Is Dead se convirtieron en una base para los discos posteriores: conseguir una localización, preferentemente rural, libre de distracciones y vecinos que pudieran quejarse y mudarse allí por unos días para grabar canciones ligeramente diagramadas. Después de eso, las canciones eran llevadas a Toronto donde se grababan las primeras cintas y se mezclaba durante varios meses. La grabación, mezcla y masterización de todos los álbumes hasta la fecha habían sido hechos por Ohad Benchetrit y Charles Spearin con ayuda de Justin Small.
En 2002 el tercer LP de la banda & Yet & Yet fue lanzado; en 2004 Winter Hymn, Country Hymn, Secret Hymn; y en febrero de 2007, You, You're a History in Rust el cual presenta la voz invitada de Akron/Family, Alex Lukashevsky y Tony Dekker. Como también la misma banda le da voz a la última canción "In Mind".

## Integrantes

### Integrantes actuales
- Ohad Benchetrit – guitarra eléctrica, bajo, saxofón, flauta
- David Mitchell – batería
- James Payment – batería
- Justin Small – guitarra eléctrica, bajo, teclados
- Charles Spearin – guitarra eléctrica, bajo, trompeta
- Julie Penner - violín, trompeta
- Jay Baird - saxofón
- Brian Cram - trompeta

### Antiguos integrantes
- Jason Mackenzie – teclados, efectos (abandonó la banda después del disco Goodbye Enemy Airship the Landlord Is Dead)

## Proyectos paralelos
Justin Small está involucrado en un proyecto paralelo llamado Lullabye Arkestra como baterista con su amigo y bajista Katia Taylor. Están producidos por Benchetrit quien, junto a Spearin, graban y salen de gira con la superbanda de Toronto Broken Social Scene.
Do Make Say Think es comúnmente acompañada en escena con el trompetista Brian Cram quien, junto al baterista James Payment, integran la banda de metal Gesundheit. También participan en los cuernos y percusión de la banda local Z'howndz.
Spearin, Mitchell, and Benchetrit grabaron juntos un álbum en 1997 bajo el seudónimo Microgroove.
Benchetrit estuvo también involucrado en el proyecto paralelo Sphyr, banda que lanzó un álbum, A Poem for M, en 2003.

## Discografía
- Do Make Say Think LP (1998)
- Besides EP (1999)
- Goodbye Enemy Airship the Landlord Is Dead LP (2000)
- & Yet & Yet LP (2002)
- Winter Hymn Country Hymn Secret Hymn LP (2003)
- You, You're a History in Rust LP (2007)
- Other Truths LP (2009)
- Stubborn Persistent Illusions LP (2017)

Todos los discos lanzados por Constellation Records excepto Besides, que fue lanzado por Resonant Records en vinilo únicamente.